# 4097 Tsurugisan
4097 Tsurugisan је астероид главног астероидног појаса чија средња удаљеност од Сунца износи 2,238 астрономских јединица (АЈ).
Апсолутна магнитуда астероида је 13,4.